# Nurme (Lääneranna)
Nurme is een plaats in de Estlandse gemeente Lääneranna, provincie Pärnumaa. De plaats heeft de status van dorp (Estisch: küla) en had 33 inwoners op 31 december 2021.
Tot in oktober 2017 lag het dorp in de gemeente Lihula en in de provincie Läänemaa. In die maand werd Lihula bij de fusiegemeente Lääneranna gevoegd en ging het grondgebied van de gemeente over naar de provincie Pärnumaa.

## Ligging
Nurme ligt ca. 3,5 km ten zuidwesten van de stad Lihula, de hoofdplaats van de gemeente. De Põhimaantee 10, de hoofdweg van Risti via Virtsu en Muhu naar Kuressaare, komt door Nurme.

## Geschiedenis
Nurme was tot rond 1939 een deel van het buurdorp Tuudi. Tuudi was tot in 1919 het centrum van het landgoed Tuttomäggi, dat in dat jaar door het onafhankelijk geworden Estland werd onteigend. In de jaren twintig ontstond een nederzetting met de naam Nurme op het voormalige landgoed, die rond 1939 de status van dorp kreeg. Het landhuis van het voormalige landgoed kwam in het dorp Nurme terecht; het dorp Tuudi ligt 3 km ten westen van het landhuis.
In 1977 werd Nurme opnieuw bij Tuudi gevoegd. Ook het buurdorp Tuudi-Jõeääre ging naar Tuudi. In 2014 werd Nurme weer een zelfstandig dorp. Tuudi-Jõeääre werd nu een deel van Nurme.
Het landhuis van Tuttomäggi, dat in barokke stijl gebouwd is, bestaat uit twee vleugels van twee woonlagen en een hoger middendeel van drie woonlagen met een driehoekig fronton. Volgens de overlevering is het gebouwd in de 18e eeuw, maar het kan voor een deel (of misschien in zijn geheel) ouder zijn, Na de Tweede Wereldoorlog zat het kantoor van de plaatselijke kolchoz in het gebouw. In de jaren negentig van de 20e eeuw diende het korte tijd als school en kwam het daarna in particuliere handen. Ook enkele bijgebouwen zijn bewaard gebleven, maar wel in herbouwde vorm.

## Foto's

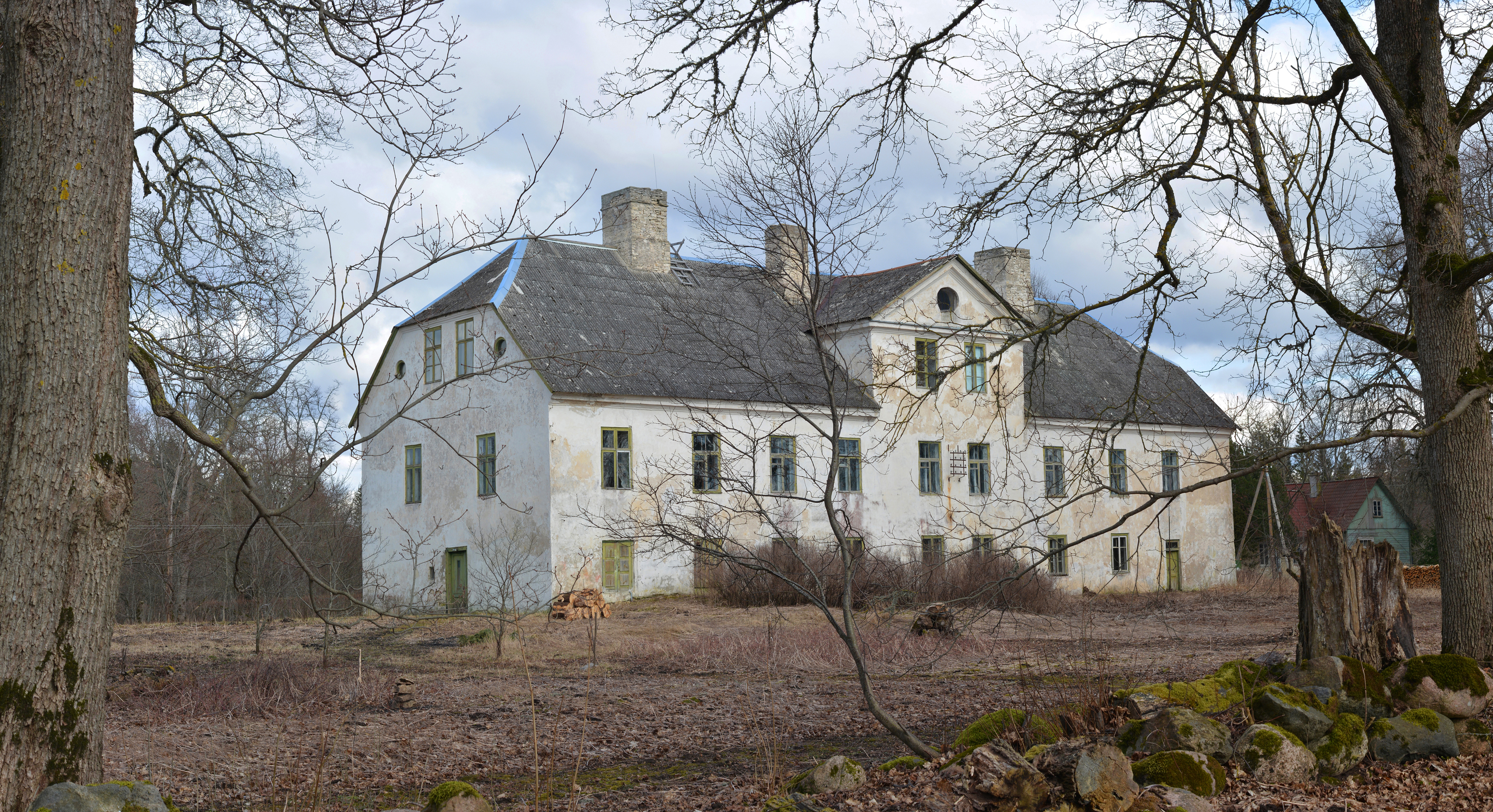
Het landhuis van Tuttomäggi
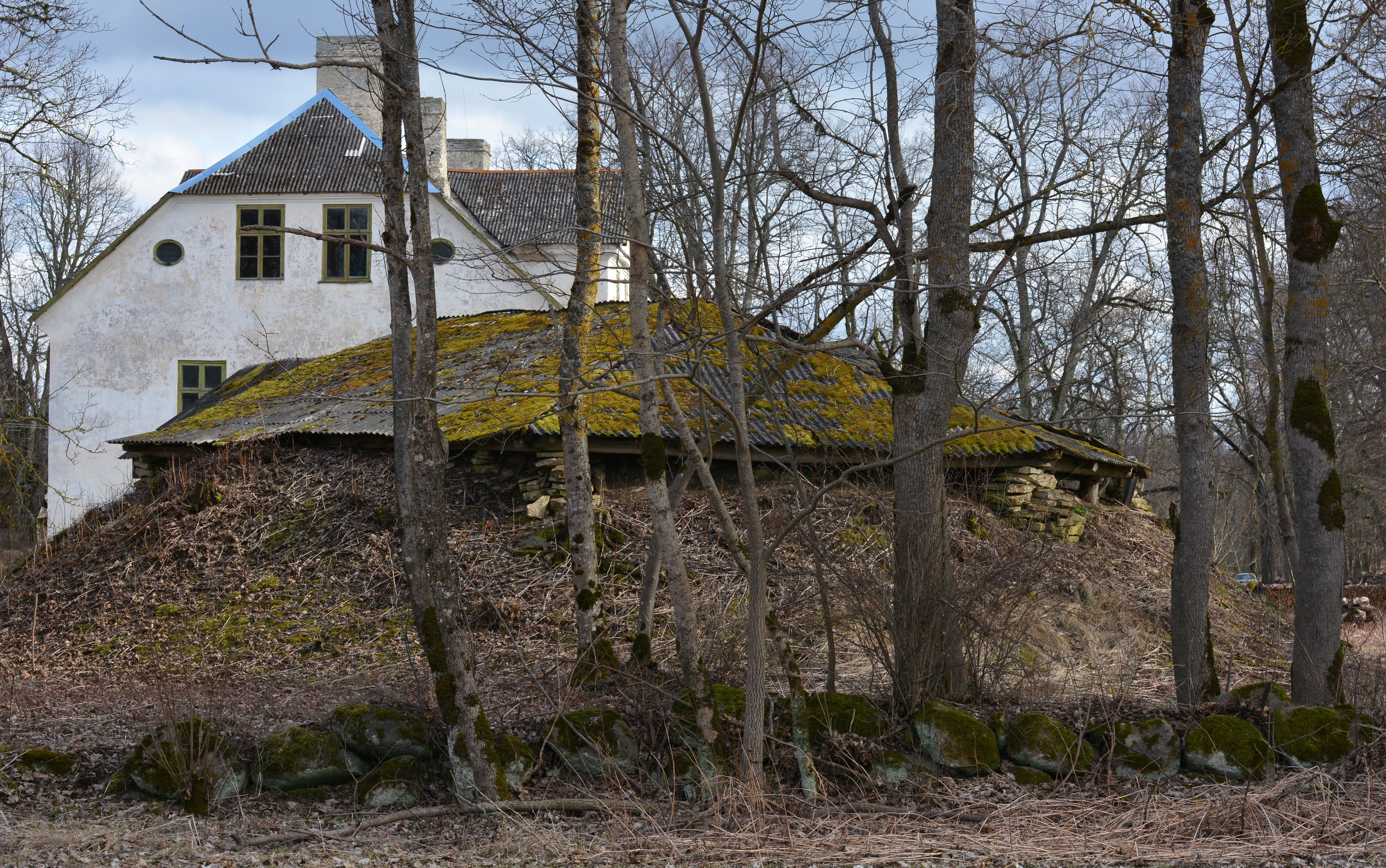
De vroegere ijskelder van het landhuis